# Parafia św. Stanisława w Kowalkowie
Parafia pw. św. Stanisława Biskupa i Męczennika w Kowalkowie – jedna z 10 parafii dekanatu iłżeckiego diecezji radomskiej.

## Historia
Kościół zbudowany został w 1938 r. z inicjatywy ks. Tomasza Fogta, proboszcza z Odechowa oraz ks. Romana Kapczyńskiego, który został pierwszym proboszczem parafii Kowalków. Autorem projektu był arch. Prażulski z Radomia. Parafia została erygowana w 1939 przez Jana Kantego Lorka z wyznaczonej części parafii Odechów. Kościół stanowi drewnianą budowlę jednonawową.

## Terytorium
Do parafii należą: Borów, Kowalków, Kowalków-Kolonia, Kowalków Stoki, Kowalków Wieś, Podchoiny, Podgórze, Podgrabowa, Ruda (część), Wólka Gonciarska.

## Proboszczowie
- 1939 - 1949 - ks. Roman Kapczyński
- 1949 - 1954 - ks. Władysław Burek
- 1954 - 1965 - ks. Eugeniusz Cieślakowski
- 1965 - 1972 - ks. Antoni Mroczek
- 1972 - 1980 - ks. Leon Borowiecki
- 1980 - 1985 - ks. Sylwester Szefliński
- 1986 - 1990 - ks. Marian Miegoń
- 1990 - 1990 - ks. Czesław Brudek
- 1991 - 1994 - ks. Tadeusz Skrzypczak
- 1994 - 2005 - ks. kan. Henryk Bień
- 2005 - 2012 - ks. Mirosław Kosior
- 2012 - nadal - ks. Marek Borys